# Mathias Hartmann
Mathias Hartmann (* 17. Juni 1966 in Frankfurt am Main) ist ein deutscher Pfarrer, Rektor und ehemaliger Vorstandsvorsitzender der Diakoneo sowie Pfarrer der Evangelisch-Lutherischen Kirche in Bayern.

## Leben
Hartmann studierte Evangelische Theologie an der Friedrich-Alexander-Universität Erlangen-Nürnberg und blieb auch danach in Franken. Von 1993 bis 1996 war er als Vikar in Herzogenaurach tätig, anschließend zwischen 1996 und 1998 als Studentenpfarrer in Bamberg. Von 1998 bis 2003 war er Studienleiter und Geschäftsführer im collegium oecumenicum Bamberg, einem internationalen Studentenwohnheim mit Studienzentrum, welches 2003 von der Diakonie Neuendettelsau übernommen wurde. So kam Mathias Hartmann zur Diakonie Neuendettelsau, wo er auch 2003 die Leitung der Internationalen Akademie DiaLog in Neuendettelsau übernahm. Im Dezember 2007 wurde er, zunächst bis Juni 2009 kommissarisch, Abteilungsdirektor für Jugend und Schule. Im Jahr 2013, nach wie vor in Diensten der Diakonie Neuendettelsau, promovierte Hartmann an der Kirchlichen Hochschule Wuppertal/Bethel zum Doktor der Diakoniewissenschaft (Dr. diaconiae). Vom 1. Oktober 2015 bis zum 22. Januar 2025 war Mathias Hartmann Rektor und Vorstandsvorsitzender der Diakonie Neuendettelsau (Diakoneo). Am 22. Januar 2025 trat er aus „persönlichen Gründen“ zurück.

## Veröffentlichungen (Auswahl)
- Servant Leadership in diakonischen Unternehmen, Kohlhammer, Stuttgart 2013, ISBN 978-3-17-022959-4.